# Antonia Urrejola
Antonia Urrejola Noguera (Santiago, 13 de noviembre de 1968) es una abogada y política chilena, cercana al Partido Socialista (PS). Fue la  ministra de Relaciones Exteriores de su país, desde el 11 de marzo de 2022 hasta el 10 de marzo de 2023, bajo el gobierno del presidente Gabriel Boric.
Fue electa por la Organización de los Estados Americanos (OEA) para integrar la Comisión Interamericana de Derechos Humanos (CIDH) entre 2018 y 2021, donde se desempeñó como presidenta en 2021, encabezando la primera directiva de la Comisión integrada exclusivamente por mujeres.

## Familia y estudios
Nació en Santiago de Chile el 13 de noviembre de 1968, hija del  economista, arqueólogo, y profesor en el Instituto Pedagógico Carlos Urrejola Dittborn y de la también profesora María Inés Noguera Echenique, siendo descendiente a través de esta última de los presidentes de Chile Francisco Antonio Pinto y Joaquín Prieto Vial, respectivamente. 
Realizó sus estudios primarios y secundarios en el Saint George's College de la comuna de Vitacura, y los superiores en la carrera de derecho en la Universidad de Chile. Luego cursó un posgrado en derechos humanos y justicia transicional.
Está casada con el abogado Cristián Franz Thorud, quien fuera superintendente del Medio Ambiente durante el segundo gobierno de Michelle Bachelet.

## Carrera política
Durante el gobierno del presidente Ricardo Lagos, asumió una posición en el Ministerio del Interior de Chile como asesora de derechos humanos entre 2003 y 2005, vinculándose con el «Programa de Derechos Humanos» y los temas de «Memoria, Verdad y Justicia», además de desempeñarse como integrante de la «Comisión Especial de Pueblos Indígenas» y en el Ministerio de Bienes Nacionales. Entre 2006 y 2011 trabajó como consejera sénior del Secretario General de la Organización de Estados Americanos (OEA). También, asesoró en derechos humanos para el ministro secretario General de la Presidencia desde 2014 hasta su designación en la Comisión Interamericana de Derechos Humanos (CIDH).
En 2017, fue una de las tres candidatas elegidas por la Asamblea General de la OEA para integrar la CIDH entre 2018 y 2021 por un periodo de cuatro años, resultando electa como relatora sobre los Derechos de los Pueblos Indígenas; también sirvió como relatora para Brasil, Jamaica, Trinidad y Tobago, Uruguay y Cuba. Fue elegida junto con la profesora brasileña Flávia Piovesan y el diplomático mexicano Joel Hernández García. En su gestión, actuó como facilitadora en hacer que la organización consciente sobre los derechos humanos en Cuba.

### Presidenta de la CIDH

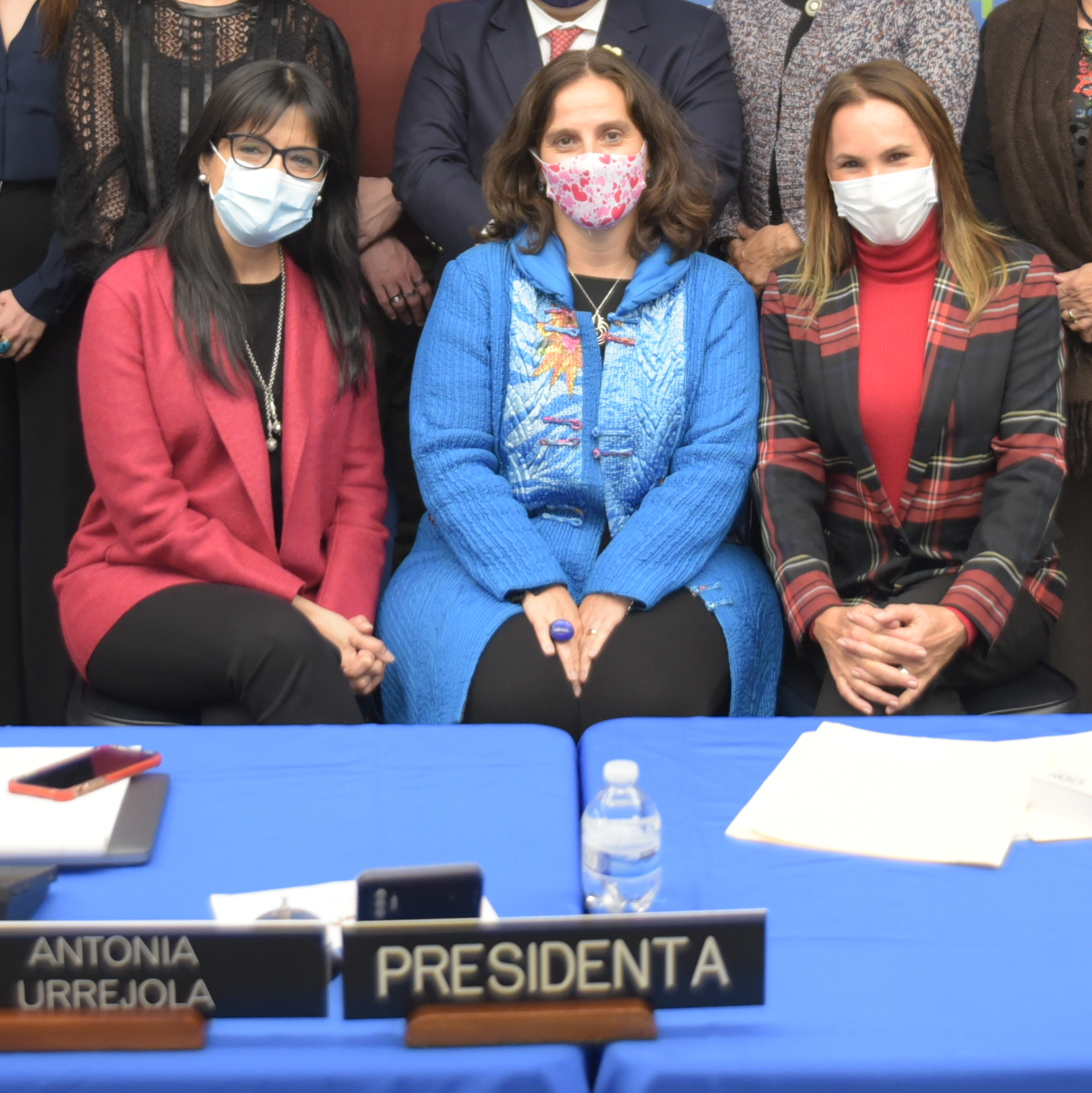
De izquierda a derecha: la vicepresidenta Julissa Mantilla Falcón, la presidenta Urrejola y la vicepresidenta Flávia Piovesan en 2021.

El 15 de marzo de 2021 sucedió a Joel Hernández como presidenta de la CIDH, encabezando la primera junta directiva de la Comisión formada exclusivamente por mujeres. Mientras tanto, Julissa Mantilla Falcón asumió la posición como primera vicepresidenta y Flávia Piovesan como la segunda.
En junio de 2021 presentó un reporte a la OEA advirtiendo que en Nicaragua "existe una profundización" de la crisis de derechos humanos con "graves consecuencias políticas y democráticas", denunciando que para la fecha más de 124 personas permanecían detenidas arbitrariamente, incluyendo a cinco candidatos a la presidencia: Cristiana Chamorro, Arturo Cruz, Félix Maradiaga, Juan Sebastián Chamorro y Miguel Mora y además otros habían sido arrestados.
En noviembre del mismo año presentó su postulación como para su reelección como comisionada, pero no resultó reelecta. Dejó el cargo como presidenta de la comisión el 31 de diciembre.

### Ministra de Estado

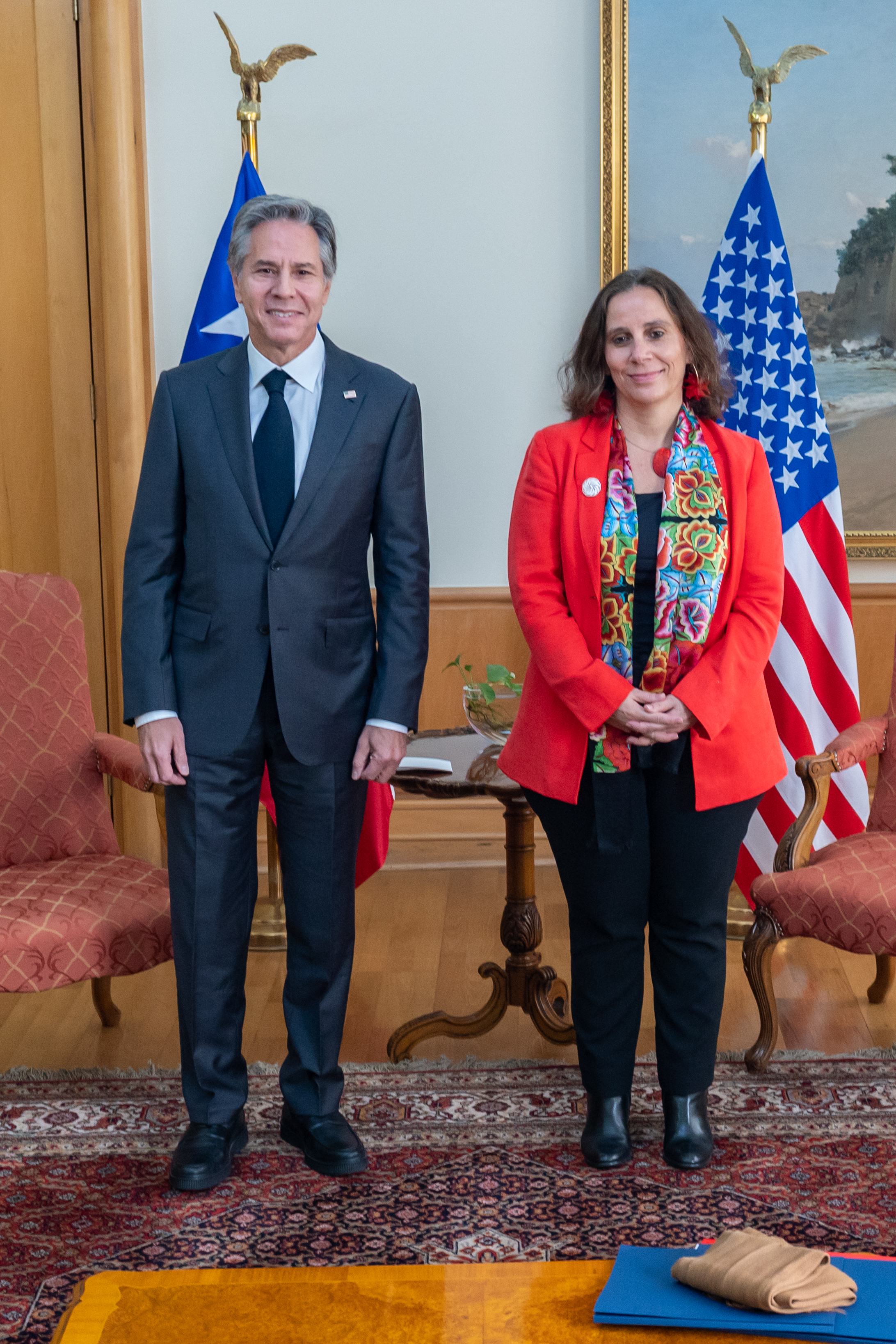
Urrejola, junto al secretario de Estado de los Estados Unidos Antony Blinken, en Santiago, Chile, el 5 de octubre de 2022.

El 21 de enero de 2022, fue designada como ministra de Relaciones Exteriores por el entonces presidente electo Gabriel Boric, siendo la segunda mujer desde el retorno a la democracia en 1990, en ejercer el cargo tras la abogada Soledad Alvear, en marzo de 2000. Asumió esa función el 11 de marzo del mismo año, con el inicio formal de la administración de Boric, dejándola el 10 de marzo de 2023, con ocasión del segundo cambio de gabinete de dicho mandatario.
Bajo su gestión ministerial ocurrieron diversos hechos polémicos, entre ellos, la bajada de la candidatura de Claudio Grossman a un escaño como juez en la Corte Internacional de Justicia de La Haya; el rechazo a la recepción de las credenciales diplomáticas del embajador de Israel en Chile, Gil Arzyeli; y la filtración de un audio privado de una reunión del Minrel en que aludió en duros términos al embajador argentino Rafael Bielsa, debido a sus críticas al rechazo del proyecto minero Dominga.